# Distribuïdor (motor)

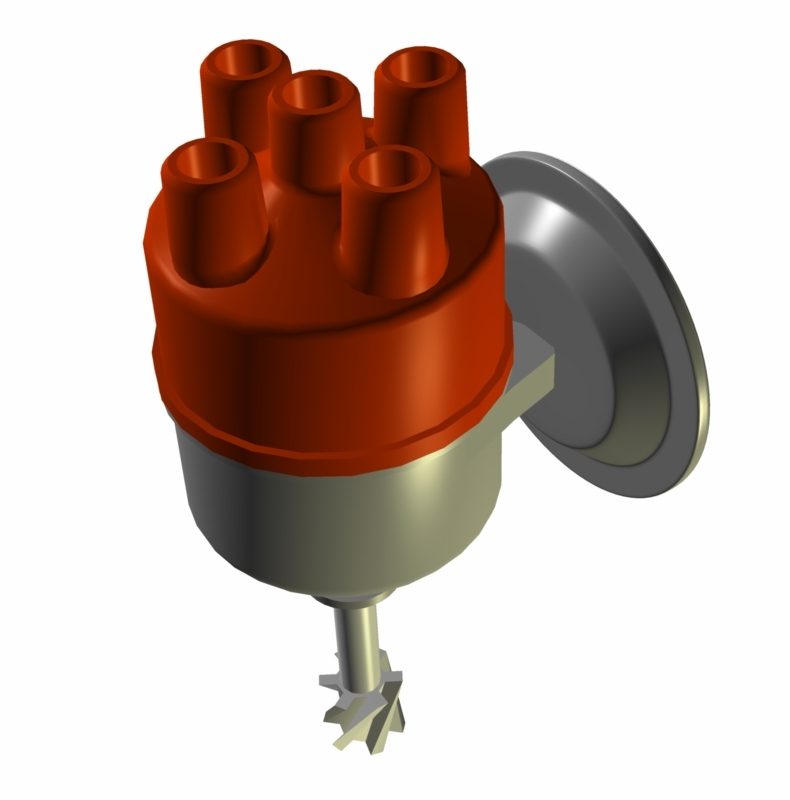
Distribuïdor clàssic amb corrector d'avanç per depressió.

El distribuïdor és un element fonamental del sistema de l'encesa del motor en els motors de cicle Otto (motors de gasolina). Avui en dia per motius de fiabilitat en el funcionament ha deixat de muntar, donant lloc als encesos de tipus "Estàtic", DIS o de bobina individual. El distribuïdor o Delco (marca de General Motors, Dayton Engineering Laboratories Co., fundada a Dayton, Ohio, el 1909) pertany al sistema elèctric del motor. Envia un corrent d'alt voltatge, procedent de la bobina d'encesa, mitjançant un dit o rotor giratori en l'ordre requerit pel cicle d'encesa de cada un dels cilindres fins a les bugies de cada un d'ells. L'ordre més usual per al tipus de motor més popular, el de quatre cilindres en línia, és 1-3-4-2 Sent l'1 normalment el més proper a la distribució i el 4 el més allunyat, situat al costat del volant d'inèrcia.
Aquest corrent elèctric convertit en espurna en arribar a l'elèctrode de la bugia produeix la combustió de la barreja que està comprimida dins el cilindre al final de la cursa de compressió, fent pujar la pressió a la cambra, empenyent el pistó, cap a fora, produint un treball útil transmès a la biela i després al cigonyal. Aquesta és la carrera d'expansió o d'explosió.

## Funcionament

Sistema d'encesa tradicional per platins i distribuïdor

El rotor gira assentat sobre l'extrem superior de l'eix del distribuïdor, i mentre ho fa va efectuant successius enviaments de corrent a cadascuna de les bugies del motor.
Aquesta acció es produeix en passar (no tocant) als punts metàl·lics de la tapa del distribuïdor en forma alternativa, en l'ordre indicat, i a una velocitat tal que es puguin produir les quatre explosions en una volta d'aquest. Això en un motor de quatre temps vol dir que ha de girar a la meitat de les revolucions del motor, és a dir, quan el motor gira a 3000 rpm es produeixen 6000 espurnes per minut, 1500 en cada cilindre.
El procediment per a produir en el sistema bobina-rotor-bugia l'espurna d'alta és interrompre mitjançant el ruptor o els contactes del ruptor, el corrent del circuit de baixa de la bobina, sincronitzat amb el mecanisme de distribució. Per això el ruptor es troba allotjat dins del distribuïdor amb unes lleves és en nombre tal que produeixen les espurnes indicades en el paràgraf anterior.
Aquest corrent és transportada pels cables de bugia i és rebut per ella per a produir l'explosió o combustió dins de cada cilindre. Al seu torn, el corrent rebut pel distribuïdor prové de la bobina d'ignició, que es troba connectada a la connexió central de la tapa d'aquest distribuïdor, mitjançant un cable de característiques similars als esmentats.

## Mida i materials que el conformen
Les seves dimensions varien segons la mida del distribuïdor al qual s'acobla, guardant proporcions -per regla general- amb la mida del distribuïdor on es troba assentat. Pot oscil·lar entre 3 a 10 cm al llarg; i 2 a 4 cm a l'ample.
El material amb el qual està construït és plàstic (símil baquelita) d'alta duresa i resistència a la calor. Després compta amb una placa de bronze, subjectada al plàstic per un encadenament i una rebladura, i finalment -en la seva part posterior- una peça d'acer (de manera cilíndrica i aplanada en un extrem), que compleix la funció de fer contacte amb la placa de bronze esmentada anteriorment i també actuar de treball perquè el rotor quedi ben subjecte al lloc on va a assentar, és a dir, a l'extrem superior de l'eix del distribuïdor.

## Durabilitat de la peça

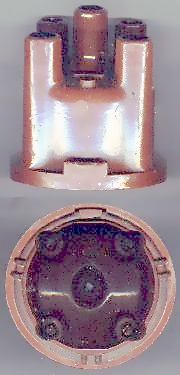
Tapa de distribuïdor. Tall longitudinal.

És convenient que cada 25.000 km es revisi el rotor, com també la tapa del distribuïdor (que és d'un material similar al que conforma l'element del qual tracta aquest article). En observar que no estan en bones condicions o hi ha algun desgast en aquests, és aconsellable el reemplaçament.

## Sistemes moderns d'encesa
Els moderns sistemes d'encesa que -en l'actualitat- posseeixen els vehicles amb motor cicle Otto, majoritàriament estan equipats amb sistemes de funcionament electrònic, primer amb distribuïdor encara que sense els contactes del ruptor, i darrerament amb encesa directa (DIS), en el qual les bobines produeixen l'espurna simultàniament en els dos cilindres els pistons pugen i baixen paral·lels, és a dir, la parella 1-4 i la parella 2-3, aprofitant l'espurna només en un d'ells alhora.
El motiu de la recent eliminació d'aquest component que els motors van portar durant dècades, és l'eliminació de l'arrossegament mecànic, i els problemes de derivacions i electroerosions entre rotor i contactes de sortida d'alta. Això ha desplaçat l'ús del distribuïdor i conseqüentment del rotor. No obstant això, encara molts vehicles utilitzen aquell sistema convencional, que podria considerar-se com més fàcil de reparar davant l'aparició de fallades. Això és perquè es tracta d'un sistema mecànic, enfront d'un altre electrònic que en principi és més fiable, però que de vegades a causa de l'escalfament, per exemple, pot veure's més afectat i no funcionar en forma immediata d'avaria, sense cap possibilitat de reparació imminent.